# Li Jong-ok

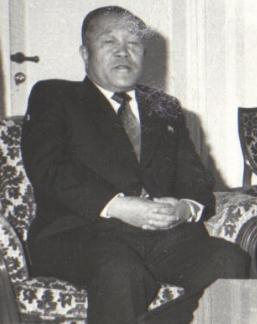
Li Jong-ok på besök i Rumänien, 1979.

Li Jong-ok, född 1916 i Södra Hamgyong, död 1999, nordkoreansk politiker och Nordkoreas premiärminister 1977 till 1984 samt vice-president från 1984 till 1998.